# Ernst Wernfelt
Ernst Henrik Wernfelt, född 22 maj 1884 i Kalmar, död 9 maj 1961 i Stockholm, var en svensk journalist och tecknare. 
Han var son till konsistorienotarien Johan August Johansson och Hilma Augusta Berggren samt från 1917 gift med friherrinnan  Ingeborg Maria Sofia Marianne Sparre (1897–1945). Wernfel avlade studentexamen i Kalmar 1903 och studerade därefter en tid vid Uppsala universitet men övergick till den journalistiska verksamheten. Han studerade vid Valands målarskola och anställdes 1919 som tecknare på Ny Tid i Göteborg. Efter att han slutat vid Ny Tid arbetade han med konst- litteratur- och teaterkritik för olika tidskrifter. Vid sidan av sitt arbete var han arkeolog och utförde under flera år arkeologiska studier på Västra Hisingen i Göteborg. Han använde pseudonymnamnet Henrik Lutha. Makarna Wernfelt är begravda på Östra kyrkogården i Göteborg.